# Бобовац (Суња)
Бобовац је насељено место у општини Суња, Сисачко-мославачка жупанија, Хрватска.

## Историја
До нове територијалне организације место се налазило у саставу бивше велике општине Сисак.

## Становништво
На попису становништва 2011. године, Бобовац је имао 330 становника.

## Попис 1991.
На попису становништва 1991. године, насељено место Бобовац је имало 750 становника, следећег националног састава:
| Попис 1991.‍ | Попис 1991.‍ | Попис 1991.‍ | Попис 1991.‍ | Попис 1991.‍ |
| ----------- | ----------- | ----------- | ----------- | ----------- |
|             |             |             |             |             |
| Хрвати      | Хрвати      |             | 744         | 99,20%      |
| Југословени | Југословени |             | 1           | 0,13%       |
| непознато   | непознато   |             | 5           | 0,66%       |
| укупно: 750 |             |             |             |             |

## Спорт
- НК Младост Бобовац, жупанијски лигаш